# Paul Torday
Paul Torday (Croxdale, 1º agosto 1946 – 18 dicembre 2013) è stato uno scrittore britannico.
Cresciuto ed educato a Oxford, al Pembroke College, Torday ha iniziato a dedicarsi alla narrativa non più giovane, e ha pubblicato il primo romanzo a 59 anni. Precedentemente era un uomo d'affari di successo che viveva e lavorava nel Northumberland.
Il suo primo romanzo, Pesca al salmone nello Yemen (Rizzoli 2007, Elliot 2012), è stato un bestseller internazionale e ha vinto nel 2007 il Bollinger Everyman Wodehouse Prize per la scrittura comica. Dal romanzo è stato tratto il film Il pescatore di sogni (uscito in Italia nel 2012). 
Nel 2008 è stato nominato come miglior esordiente al British Book Awards Galaxy.
Tutti i suoi romanzi sono stati tradotti in numerose lingue. In Italia i libri di Paul Torday sono pubblicati da Elliot Edizioni.

## Opere
- Pesca al Salmone nello Yemen (Salmon Fishing in the Yemen, 2006), Elliot, 2012.
- L'irresistibile eredità di Wilberforce (The Irresistible Inheritance of Wilberforce, 2008), Elliot, 2009.
- La ragazza del ritratto (The Girl on the Landing, 2009), Elliot, 2010.
- Vita avventurosa di Charlie Summers (The Hopeless Life Of Charlie Summers, 2010), Elliot, 2011.
- More Than You Can Say (2011, non ancora tradotto in Italia)
- Il destino di Hartlepool Hall ( The Legacy of Hartlepool Hall, 2012), Elliot, 2012.